# Ugo Nespolo

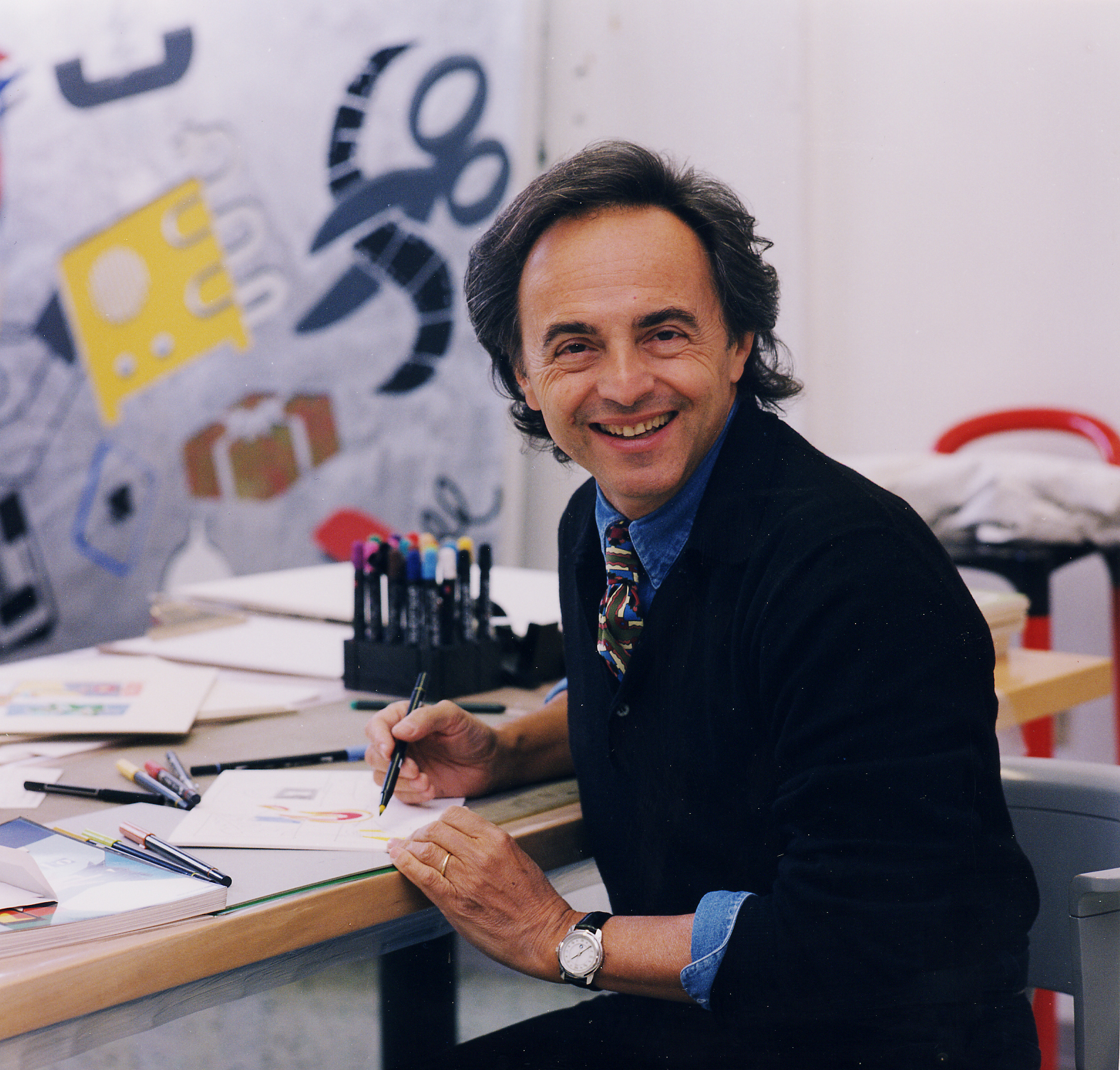
Ugo Nespolo (2000), Studio Nespolo, Torino (Italy)

Ugo Nespolo (Mosso, 29 agosto 1941) è un artista italiano.

## Biografia
Ugo Nespolo nasce a Mosso Santa Maria e trascorre la sua infanzia nel Biellese. Si trasferisce a Torino dove il padre, Libero, si occupa del commercio di strumenti di misura e articoli tecnici. Sotto la Mole consegue un diploma in Pittura con Enrico Paulucci all'Accademia Albertina di Belle Arti e, all'Università degli Studi (Facoltà di Lettere e Filosofia), si laurea in Lettere moderne con una tesi in Semiologia.

### Gli inizi
L'esordio di Nespolo nel panorama artistico italiano risale agli anni Sessanta, epoca in cui stavano esplodendo la pop art ma anche le correnti concettuali e poveriste, che influenzeranno molto lo stile dell'artista. Le sue prime mostre personali si tengono alla Galleria Il Punto a Torino.
Nei primi anni della sua carriera artistica Nespolo esplora molte possibilità espressive rivisitando le istanze delle Avanguardie Storiche, il Futurismo, il Dadaismo e osservando la crescente influenza della Pop Art in arrivo dall’America.
In questo periodo frequenta figure della cultura italiana e torinese, in particolare col filosofo Gianni Vattimo ed Edoardo Sanguineti, capofila del Gruppo ‘63 e della neoavanguardia, che in seguito scriverà testi e poesie per le prime mostre personali di Nespolo nel 1966. Nei tardi anni Sessanta espone alla Galleria di Arturo Schwarz, a Milano, insieme a Duchamp, Picabia, Schwitters, Arman, Baj. La sua prima mostra milanese (5 marzo 1968) Macchine e Oggetti Condizionali viene presentata da Pierre Restany. Nespolo parteciperà poi alle prime mostre del movimento dell'Arte Povera organizzate Germano Celant, come ad esempio a 10 per un Percorso, Galleria Arco d’Alibert, Roma; Con-temp-l’azione, Galleria Gian Enzo Sperone, Galleria Il Punto, Galleria Christian Stein, Torino; Deposito d’Arte Presente, Torino.
Nel 1967 con Ben Vautier realizza a Torino il primo Concerto Fluxus Italiano dal titolo Les Mots et Les Choses. In questi anni viaggia spesso negli Stati Uniti dove entrerà in contatto con le realtà Newdada, Fluxus e con il New American Cinema.
Saranno molto rilevanti gli incontri con alcuni autori e fondatori del New American Cinema, come Jonas Mekas, P. Adams Sitney, Gregory Markopoulos, Yōko Ono, Andy Warhol, Regina Cornwell, in quanto daranno vita alla ricerca filmica di Nespolo. Rientrando in Italia infatti lavorerà molto con il cinema, e sarà tra gli iniziatori di quello che verrà definito Cinema degli Artisti. Nei suoi film dell'epoca è possibile ritrovare molti artisti–interpreti, come Lucio Fontana, Enrico Baj, Michelangelo Pistoletto, Alighiero Boetti, Allen Ginsberg, Edoardo Sanguineti. Molti film di Nespolo verranno proiettati in musei internazionali come Centre Pompidou, Tate Modern, Reina Sofia, Philadelphia Museum of Art, Filmoteka Polska, Museo Nazionale del Cinema, Fondazione Prada, e la Biennale di Venezia.
L’attività cinematografica inizia nel 1966 con i film Grazie Mamma Kodak, La galante avventura del cavaliere dal lieto volto con Lucio Fontana ed Enrico Baj, Buongiorno Michelangelo con Michelangelo Pistoletto, Boettinbianchenero con Alighiero Boetti, prosegue con Un Supermaschio, Andare a Roma e Lo Spaccone.

### Anni Settanta, Ottanta e Novanta

Storie di oggi, Acrilici su legno, 170x470cm, 1990

Monumento Nespolo, San Benedetto del Tronto, 1998

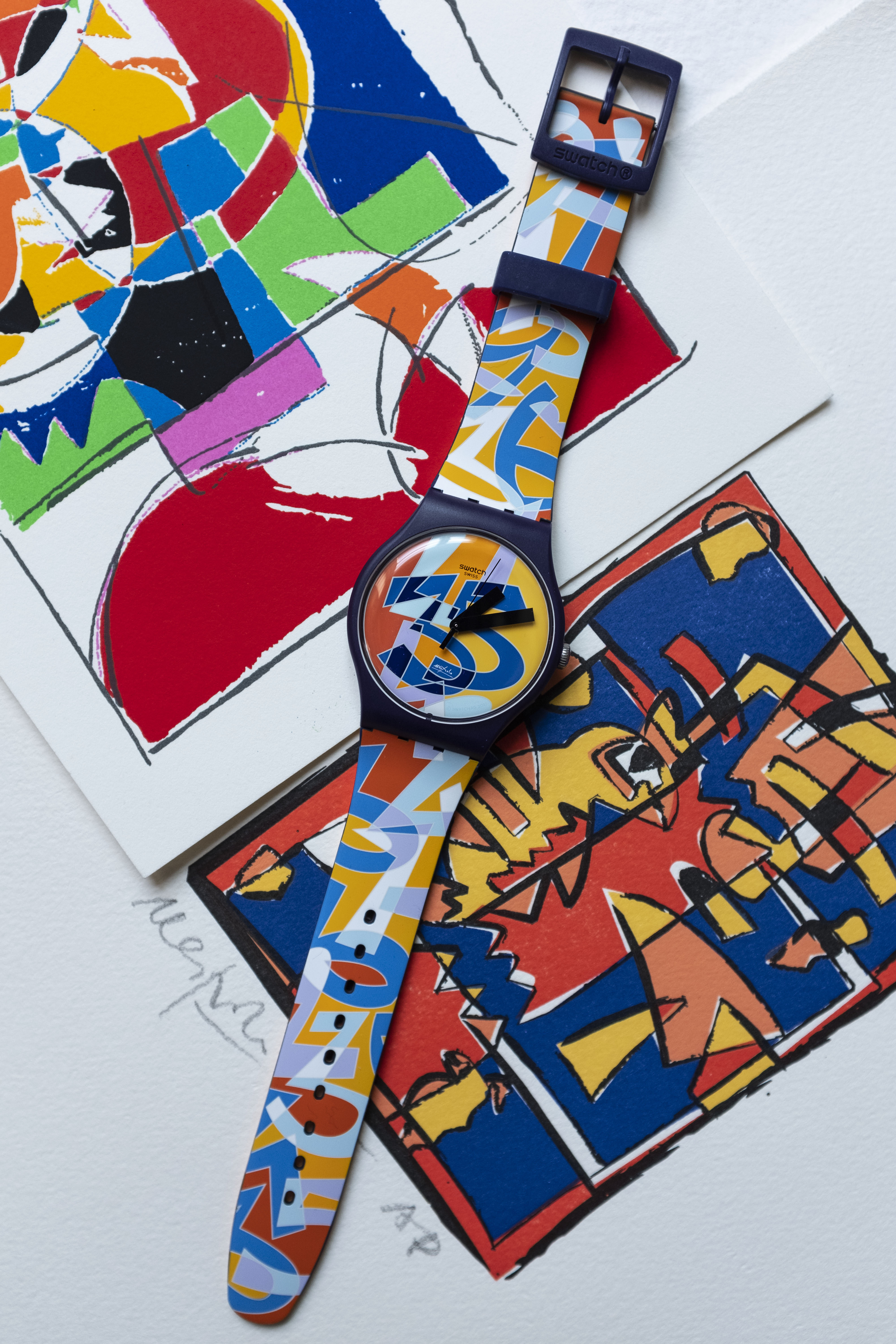
Swatch Ugo Limited Edition

Negli anni Settanta Nespolo vince il Premio Bolaffi (1974) e realizza Il Museo (1975-76), opera monumentale di 10 metri. L’opera sarà esposta per la prima volta nel 1976 al Museo Progressivo d’Arte Contemporanea, Livorno.
In questi anni Nespolo sperimenta con diverse tecniche: ricamo, intarsio con materiali pregiati (ebano, madreperla, avorio, porcellana, argento) come reazione all’accademia poverista e omaggio all'opera di Giovan Battista Foggini.
Sin dai primi anni Settanta Nespolo lavora molto aziende, lavorando in quell'ambito che viene definito Arte Applicata.
Con Enrico Baj apre quindi a Milano il Premiato Studio d'Arte Baj & Nespolo. Insieme in questi anni approfondiranno l'interesse per la Patafisica, e parteciperanno alla fondazione dell'Istituto Patafisico Ticinese nel 1979. Raymond Queneau, fondatore dell'OuLiPo e Satrapo patafisico, approverà il libro di logica formale Verità e Menzogna. Un’alternativa logica scritto da Nespolo nel 1969 pubblicato dall’Editore Schwarz.
In questi anni Nespolo espone alla Galleria Blu e Studio Marconi, Milano; Galleria de’ Foscherari, Bologna; Christian Stein, Torino; Herbert Lust Gallery, Chicago; Camden Arts Centre, London; Arras Gallery, New York. Dal 2 luglio 1978 partecipa alla mostra Dalla Natura all’Arte, Biennale di Venezia (1978). Espone alla Civica Galleria d’Arte Moderna, Ferrara; Casa d’Arte Nespolo, Palazzo della Permanente, Milano; La Bella Insofferenza, Villa Croce, Genova. Partecipa alla mostra L’identité Italienne al Centre Pompidou, Parigi. Nel 1982 la mostra personale alla Arras Gallery, New York; con testi di Furio Colombo. Nel 1990 si terrà la sua personale a Palazzo Reale, Milano; con testi di Gillo Dorfles e Gianni Vattimo.
Saranno rilevanti per l'artista la rassegna personale Le Cinéma diagonal al Centre Pompidou (1984) a Parigi, e la mostra personale al Festival di Spoleto (1988).
Dagli anni '80 Nespolo inizia a lavorare per l'opera teatrale, disegnando nel 1986 scene e costumi per la Turandot di Ferruccio Busoni allo Stamford State Opera e nel 1990 le scene ed i costumi per Don Chisciotte di Paisiello al Teatro dell’Opera di Roma.
In questi anni Nespolo assume la direzione artistica di Richard Ginori e inizia a collaborare con la Vetreria muranese Barovier & Toso, andando quindi ad esporre questi lavori in mostra al Museo della Ceramica di Faenza, in Giappone all’International Ceramic Festival, Shigaraki, e a Venezia con la mostra personale La Passerella.
Nespolo espone molto anche in musei internazionali, come A Fine Intolerance alla Galleria Borghi, New York (1991), Pictura si instalatu al Museo nazionale d'arte della Romania di Bucarest (1991), al Museo Nacional de Bellas Artes di Buenos Aires (1997), al Museo de Arte Contemporáneo de Córdoba, Château Carreras (1997), al Museo Municipal de Arte Moderno, Mendoza (1997), e al Museo Nacional de Artes Visuales di Montevideo (1997).
Nel 1998 realizza per la città di San Benedetto del Tronto una scultura di dieci metri, in acciaio dipinto, chiamata Monumento Nespolo.

### Anni 2000
Tra le diverse attività di cui si occupa Nespolo, nel 2002 inizia a lavorare per il GTT al decoro delle ventisei stazioni della nuova metropolitana torinese. Nel 2007 invece si occuperà di disegnare il Drappellone per il Palio d'Agosto di Siena, vinto dalla Contrada del Leocorno.
Il 21 ottobre del 2007 Nespolo assume la carica di Presidente del Museo nazionale del cinema, che manterrà fino al 2014.
Nespolo lavora anche con le animazioni, e nel 2017 disegna per Rai Yoyo la serie Yo-Yo, in 52 episodi. Questa serie vincerà poi il Primo Premio Cartoons on the Bay.
Disegna quindi il calendario per l'Arma dei Carabinieri dell'anno 2018, mentre a Febbraio dello stesso anno, per i festeggiamenti dei 35 anni dalla fondazione del brand Swatch viene organizzata una mostra personale di Nespolo dal titolo Numbers alla Cité du Temps di Ginevra con un catalogo creato dal matematico Piergiorgio Odifreddi. Sempre nel 2018, alla Biblioteca Nazionale Centrale di Firenze si tiene la mostra Il trionfo dei libri dedicata all’attività editoriale dell'artista.
Il 29 gennaio 2019 l’Università degli Studi di Torino conferisce a Nespolo la Laurea honoris causa in Filosofia.
Nel 2022 firma l'immagine-locandina del quarantesimo Torino Film Festival.

#### Arte
In questi anni Nespolo espone in diversi musei Italiani ed internazionali, di seguito alcune delle mostre più rilevanti:
- Nespolo+Napoli, Palazzo Reale, Napoli (2000), a cura di Flavio Caroli
- Mostra personale a Fukui, Giappone (2001), per l'evento Italia in Giappone 2001
- Ugo Nespolo. Antologia, Museo d’Arte Moderna di Mosca, Russia (2003), Accademia Russa di Belle Arti, San Pietroburgo, Russia (2004), e Museo Nazionale, Minsk, Bielorussia (2004)
- Ugo Nespolo (Italian Embassy-Cultural Office), Museo nazionale della Cina, Beijing, Cina (2003), Museo d’Arte Moderna, Canton, Cina (2004), Guangdong Museum of Art, Guangzhou, Cina (2004)
- Ugo Nespolo Studio Without Secrets, M. K. Čiurlionis National Art Museum, Vilnius, Lituania (2004)
- In forma di libro, Museo Poldi Pezzoli, Milano, Italia (2005)
- Palazzo Pubblico di Siena, Italia (2007)
- Nespolo. Points of View, Walter Wickiser Gallery, New York, USA (2008)
- Italics: Arte Italiana fra tradizione e rivoluzione, 1968-2008, a Palazzo Grassi di Venezia e al Museum of Contemporary Art di Chicago (2008).
- Novantiqua, Museo Nazionale del Bargello, Firenze, Italia (2009)
- La bella intolerancia al Museo nazionale delle belle arti, Avana, Cuba (2011)
- Beau geste, Museum Nasional Indonesia, Jakarta (2012)
- The Signature Collection, Art Centre Bahrain National Museum, Bahrain (2012)
- Il Numero d’Oro, Museo Lev Tolstoj, Jàsnaja Poljàna, Russia (2012)
- The Years of the Avantgarde, Galleria d’Arte Moderna, Torino, Italy (2012)
- That's life, Fondazione Puglisi Cosentino, Catania, Italy (2016)
- Time after Time, Centro d’Arte Contemporanea del Montenegro, (Dvorak Petrovica),  Podgorica, Montenegro (2017)
- A modo mio al Centro Saint-Bénin, Aosta, Italia (2017)
- La Vespa nella storia e nell’arte, MACIST, Biella
- Fuori dal coro a Palazzo Reale, Milano, Italia (2019)

#### Cinema
Nei primi mesi del 2001 torna a lavori cinematografici con Film/a/To interpretato da Edoardo Sanguineti e presentato al Centre Pompidou, Parigi, e realizzerà poi il film Italiana per Cinecittà interpretato da Giancarlo Giannini. Nel 2015 il Museo Nazionale del Cinema di Torino allestisce una mostra antologica dedicata all'attività cinematografica di Nespolo. Nel 2015 i suoi film vengono proiettati alla Tate Modern, Londra; Centre Pompidou, Parigi e alla Peggy Guggenheim Collection, Venezia. Mentre a maggio del 2019, al Huangpu District, Shanghai, Cina; si tiene la mostra personale sul cinema di Nespolo dal titolo Doppio Schermo, Film e video d’Artista dagli anni Sessanta.

#### Teatro

Presenze, 70x100, Acrilici su legno, 2020

Nespolo continua a lavorare anche all'opera teatrale, e nel 2007 la Fondazione Festival Puccini gli affida la realizzazione delle scene e costumi per Madama Butterfly. A Dicembre del 2014 per il Festival di Spoleto USA, Charleston; Nespolo disegna invece scene e costumi per l’opera barocca di Francesco Cavalli Veremonda, l’Amazzone di Aragona.

## Filmografia
- Grazie, Mamma Kodak – cortometraggio (1966)
- La galante avventura del cavaliere dal lieto volto – cortometraggio (1966)
- Le gote in fiamme – cortometraggio (1967)
- Neonmerzare – cortometraggio (1967)
- Boettinbianchenero – cortometraggio (1968)
- Tucci-Ucci – cortometraggio (1968)
- A. G. – cortometraggio (1968)
- Buongiorno Michelangelo – cortometraggio (1968)
- Con-certo rituale – cortometraggio (1972)
- Un Supermaschio – cortometraggio (1975)
- Andare a Roma – cortometraggio (1976)
- Il faticoso tempo della sicurezza (Lo spaccone) – cortometraggio (1978)
- Le porte girevoli – cortometraggio (1982)
- Time after time – cortometraggio (1994)
- Film/a/To, Un film di Ugo Nespolo con Edoardo Sanguineti – cortometraggio (2001)
- Dentro & fuori, Angelo Pezzana un ritratto – cortometraggio (2005)
- Italiana – cortometraggio (2005)
- Glance, As far as the eye can see – cortometraggio (2005)
- Gli anni dell'avanguardia – cortometraggio (2008)
- Fluxus – cortometraggio (2013)
- Shades on the couch – cortometraggio (2015)

## Opere letterarie
- Verità e menzogna: un'alternativa logica Schwarz, Milano, 1968.
- Nella riserva circondati dai cow-boys, Mastrogiacomo Ed., Padova, 1977.
- Porte Girevoli. Una collezione di polemiche, Pluriverso, Torino, 1994.
- Arte e vita, Sanzanobi, Roma, 1998.
- Arte & veleni, Espress Edizioni, Torino, 2012.
- ET IN ACADEMIA EGO, Torino, Gennaio 2019.
- Maledette Belle Arti Skira Ed., Milano, Marzo 2019.
- Enrico Baj e Ugo Nespolo, Nespolo ovvero il pretesto del funzionale Skira Ed., Milano, Dicembre 2020.
- Per non morire d'arte Giulio Einaudi Editore S.p.A, Torino, Marzo 2021.
- Situazionismo, (testo tratto da Situazionismo, inserto redazionale allegato al n.364 di Art Dossier, Giunti Editore, Aprile 2019), Giunti Editore S.p.A, Aprile 2021.
- Vizi d’Arte, Skira Ed., Torino, Novembre 2022.

## Teatro
Degni di nota anche i molti lavori per la produzione di scene e costumi di Ugo Nespolo nel mondo del Teatro e dell'Opera Lirica. 
| Titolo                           | Compositore        | Data      | Teatro | Luogo                                           | Direttore d’Orchestra | Scene e Costumi | Regia           |
| -------------------------------- | ------------------ | --------- | --- | ----------------------------------------------- | --------------------- | --------------- | --------------- |
| Turandot                         | Ferruccio Busoni   | 1986      | Stamford State Opera | Stamford, Connecticut, USA                      | Laurence Gilgore      | Ugo Nespolo     | Arvin Brown     |
| Don Chischiotte                  | Giovanni Paisiello | 1990      | Teatro dell’Opera di Roma | Roma, Italia                                    | Laurence Gilgore      | Ugo Nespolo     | Pino Micol      |
| L'Elisir D'Amore                 | Gaetano Donizetti  | 1995      | Teatro dell’Opera di Roma, in coproduzione con l’Opéra Comique di Parigi, l’Opéra di Losanna e l’Opéra Royal de Wallonie di Liegi       | Roma, Italia                                    | Maurizio Benini       | Ugo Nespolo     | Stefano Vizioli |
| Madama Butterfly                 | Giacomo Puccini    | 2007      | Gran Teatro all’aperto, Torre del Lago Puccini, 53º Festival Puccini                                                                    | Torre del Lago Puccini, Italia                  | Laurence Gilgore      | Ugo Nespolo     | Stefano Vizioli |
| Veremonda, L’Amazzone di Aragona | Francesco Cavalli  | 2015      | Spoleto Festival USA, Dock Street Theatre                                                                                               | Charleston, South Carolina, USA                 | Aaron Carpenè         | Ugo Nespolo     | Stefano Vizioli |
| L'Italiana in Algeri             | Gioachino Rossini  | 2018-2020 | Teatro Verdi di Pisa; Teatro Lirico Giuseppe Verdi di Trieste; Teatro Sociale, Rovigo; Teatro Comunale Sassari; Arena di Verona, Verona | Pisa, Trieste, Rovigo, Sassari, Verona (Italia) | George Petrou         | Ugo Nespolo     | Stefano Vizioli |